# Улица Академика Парина (Казань)
Улица Академика Парина (тат. Академик Парин урамы) — улица в Приволжском районе Казани.

## Название
Улица названа в 1972 году в честь Василия Васильевича Парина (1903—1971) — выдающегося советского учёного, физиолога, академика АМН СССР (1944) и АН СССР (1966). 
Название улицы официально утверждено постановлением Совета Министров Татарской АССР от 22 сентября 1972 года № 35.

## Территориальное расположение
Улица Академика Парина находится на территории жилого района Горки, пролегая с востока (недалеко от места пересечения улицы Сыртлановой с проспектом Победы) на запад до Оренбургского тракта. 
Особенность улицы заключается в том, что транспортное сообщение по ней возможно лишь на её западном участке — от Оренбургского тракта до улицы Хусаина Мавлютова (около 800 метров), в то время как по восточному участку пролегает старая защитная лесополоса длиной до 500 метров, окультуренная и преобразованная в 2016 году в пешеходную бульварную зону под названием «Сквер по улице Академика Парина».
По западному участку улицы Академика Парина проходит граница между 5-м микрорайоном (расположен с северной стороны) и Деревней Универсиады (расположена с южной стороны). Восточный участок улицы Академика Парина (бульварная зона) является южной границей 4-го микрорайона.
Общая длина улицы Академика Парина, с учётом проезжего и пешеходного участков, составляет около 1,3 км.

## История
Несмотря на то, что название улицы Академика Парина было утверждено в 1972 году, её самой в то время ещё не существовало. Улица значилась лишь в проекте застройки Горок, в то время как на местности по линии её обозначения пролегала грунтовая дорога вдоль защитной лесополосы.
На туристских схемах Казани, выпущенных в 1977 и 1980 годах и отличающихся высокой степенью искажения в отображении картографической информации, улица Академика Парина отсутствует, а по линии её прохождения картографами обозначен проспект Победы, который, по их версии, проложен не прямо, а с поворотом вправо под углом 45 градусов.
Улица Академика Парина появляется лишь на схеме пассажирского транспорта Казани 1988 года, поскольку к тому времени она уже начала застраиваться. Но даже в этой схеме информация об улице отображена искажённо, так как возможность транспортного сообщения, вопреки реальности, показана на всём её протяжении.
Архитектурный облик улицы Академика Парина формировался в два этапа. Во второй половине 1980-х — 1990-х годах её северная сторона (4-й и 5-й микрорайоны Горок) застраивалась типовыми преимущественно девяти- и десятиэтажными жилыми домами. В 2000-е годы получило архитектурное оформление её южная сторона: сначала на восточном (пешеходном) участке были возведены торговый центр «Сити Центр» и фитнес-центр «Планета фитнес». Затем на западном участке в 2009—2013 годах была построена Деревня Универсиады — крупнейший в России студенческий кампус. Данный объект, состоящий из комплекса административных, учебных и жилых зданий, а также спортивных сооружений, возводился к XXVII Всемирной летней Универсиады 2013 года. Завершающее оформление улица получила в 2016 году после открытия Сквера по улице Академика Парина.  
- Панорама сквера по улице Академика Парина
- Информационный стенд в сквере по улице Академика Парина
- Пешеходный участок улицы Академика Парина
- Фитнес-центр «Планета Фитнес»: ул. Академика Парина, 1
- Автобус маршрута 47 (модель МАЗ-203) на улице Академика Парина

| Многоэтажная жилая застройка с адресацией по улице Академика Парина | Многоэтажная жилая застройка с адресацией по улице Академика Парина | Многоэтажная жилая застройка с адресацией по улице Академика Парина | Многоэтажная жилая застройка с адресацией по улице Академика Парина |
| Номер дома                                                          | Принадлежность к микрорайону                                        | Год завершения строительства                                        | Количество этажей                                                   |
| ------------------------------------------------------------------- | ------------------------------------------------------------------- | ------------------------------------------------------------------- | ------------------------------------------------------------------- |
| 2                                                                   | Горки—1, микрорайон 4                                               | 1987                                                                | 9                                                                   |
| 4                                                                   | Горки—1, микрорайон 4                                               | 1986                                                                | 9                                                                   |
| 4А                                                                  | Горки—1, микрорайон 4                                               | 1990                                                                | 9                                                                   |
| 6                                                                   | Горки—1, микрорайон 5                                               | 1995                                                                | 10                                                                  |
| 8                                                                   | Горки—1, микрорайон 5                                               | 2000                                                                | 10                                                                  |
| 10                                                                  | Горки—1, микрорайон 5                                               | 1988                                                                | 5                                                                   |
| 12                                                                  | Горки—1, микрорайон 5                                               | 1991                                                                | 5                                                                   |
| 16                                                                  | Горки—1, микрорайон 5                                               | 1990                                                                | 10                                                                  |
| 18                                                                  | Горки—1, микрорайон 5                                               | 2002                                                                | 10                                                                  |
| 20                                                                  | Горки—1, микрорайон 5                                               | 1986                                                                | 5                                                                   |
| 22                                                                  | Горки—1, микрорайон 5                                               | 1998                                                                | 10                                                                  |

## Транспорт
По улице Академика Парина ходят автобусы 47 маршрута и троллейбусы 8 маршрута. 

## Объекты, расположенные на улице
На улице Академика Парина расположены следующие значимые объекты (перечислены в направлении с востока на запад):
- Сквер по улице Академика Парина;
- Фитнес-центр «Планета фитнес» (ул. Академика Парина, 1);
- Торговый центр «Сити Центр»: 1-й корпус (ул. Хусаина Мавлютова, 45) и 2-й корпус (ул. Академика Парина, 3);
- Управление Пенсионного фонда России в Приволжском районе г. Казани (ул. Академика Парина, 16);
- Детский сад № 31 (ул. Академика Парина, 20А);
- Деревня Универсиады.

- Деревня Универсиады: вид со стороны улицы Академика Парина
- Один из студенческих жилых корпусов Деревни Универсиады
- Жилой дом: ул. Академика Парина, 6
- Управление Пенсионного фонда России в Приволжском районе города Казани: ул. Академика Парина, 16
- Кафе «Китайская кухня»: ул. Академика Парина, 16